# 蒙达奇诺的布鲁奈罗

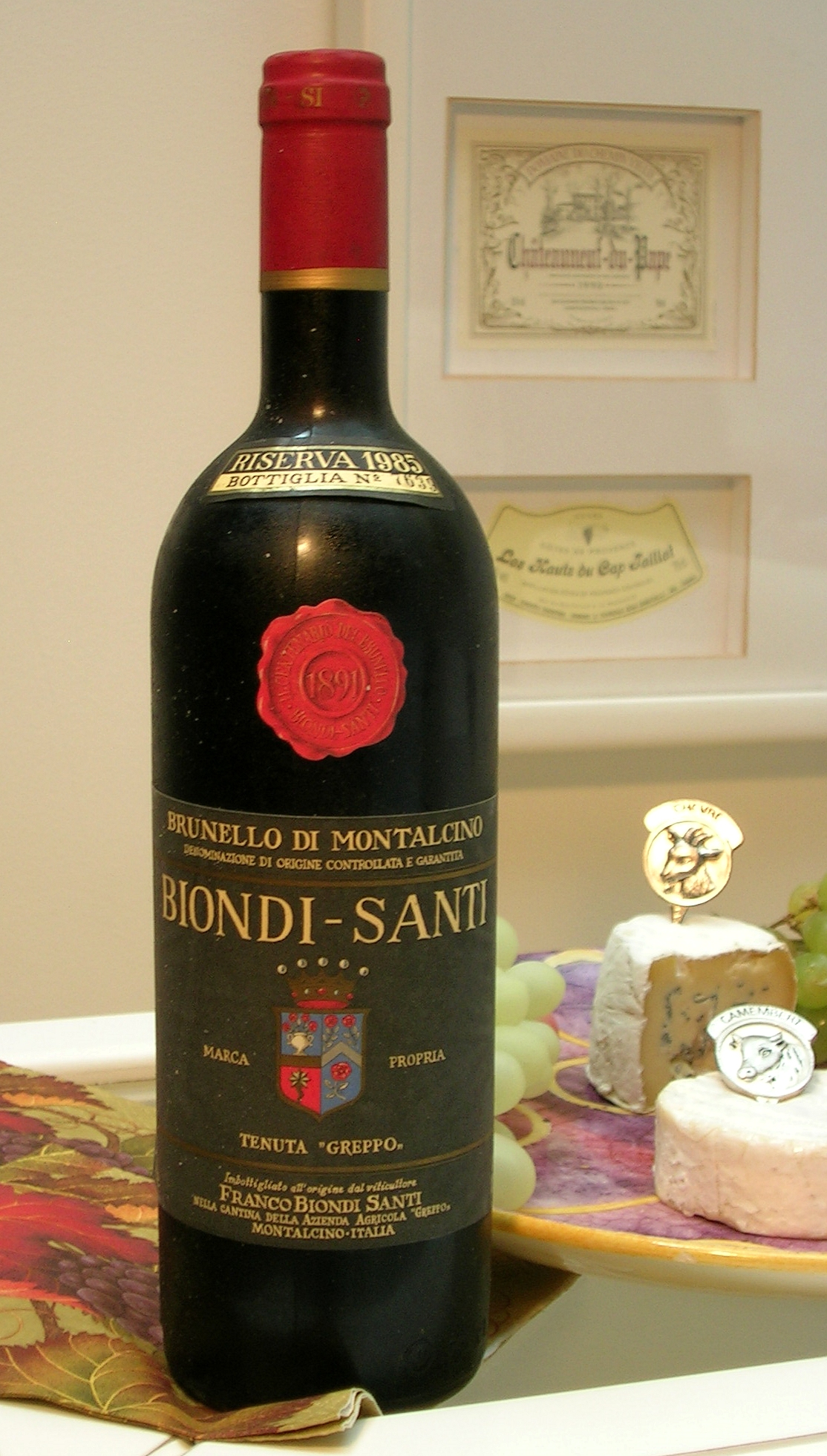
蒙达奇诺的布鲁奈罗

蒙达奇诺的布鲁奈罗（義大利語：Brunello di Montalcino），是一种生产于意大利托斯卡纳大区蒙达奇诺周边的红葡萄酒，布鲁奈罗（Brunello）在当地方言中意为“黑色美酒”。1980年，蒙达奇诺的布鲁奈罗即获得DOCG认证。时至今日，蒙达奇诺的布鲁奈罗已成为意大利红葡萄酒中最名贵的品种之一。

## 歷史
最早在十四世紀，已有意大利人在蒙達奇諾一帶種植葡萄釀製此酒。至1865年，在當地一次展覽會上，此酒獲得了多個獎項，被譽為「特選紅葡萄酒」。於是此酒身價暴升，原先當地只有四家生產者，結果吸引大批人加入生產此酒之行列，一個世紀間，已有逾百家生產商。1966年，此酒被冠以Denominazione di Origine Controllata （D.O.C.）地位；1980年，更獲升為 Denominazione di Origine Controllata e Garantita （D.O.C.G.）級別。

## 標準
蒙達奇諾是托斯卡納大區雨量較少之地方，全年降雨量平均只有700毫米左右。與此同時向北之山坡，因地理關係日照時間，較向南斜坡短幾小時。故而向北斜坡之葡萄，會較遲成熟，釀出來的酒有濃郁香味；而向南斜坡之葡萄，釀出來的酒會較有深度。蒙達奇諾的酒廠，都有在兩面山坡種植葡萄，而在釀酒時，會適當調整兩者比例。
按1998年制定的標準，此酒必須是使用布魯奈羅葡萄釀製，在發酵時須放入橡木桶中兩年，之後再放入瓶中發酵四個月。